# Гришина Юлія Миколаївна
Юлія Миколаївна Гришина (до шлюбу Головко, нар. 16 червня 1978, Київ) — українська політична діячка, суддя. Доктор юридичних наук, професор. Експерт з питань освіти та науки. Народна депутатка України 9-го скликання. Голова тимчасової слідчої комісії ВРУ з питань перевірки та оцінки стану акціонерного товариства «Українська залізниця», розслідування фактів можливої бездіяльності, порушення законодавства України органами управління зазначеного підприємства, що призвели до значного погіршення технічного стану підприємства та основних виробничих показників (з 27 січня 2021). Увійшла до рейтингу 100 найвпливовіших жінок України за версією журналу «Фокус», посівши 27 місце.

## Життєпис
У 2000 році закінчила юридичний факультет Київського національного університету імені Тараса Шевченка. У 2006-му здобула науковий ступінь кандидатка юридичних наук, у 2013 — ступінь доктора юридичних наук (обидва ступеня — за спеціальністю 12.00.05 — трудове право; право соціального забезпечення). З 2014 року — професорка кафедри трудового права та права соціального забезпечення КНУ імені Тараса Шевченка.
Суддя постійно діючого Третейського суду саморегулівної організації «Професійна асоціація реєстраторів і депозитаріїв». Керуючий партнер юридичної бізнес-школи «CTRL.School».
Входить до Комісії з питань правової реформи. Член робочої групи з питань розвитку юридичної освіти.
24 вересня увійшла до Атестаційної колегії Міністерства освіти і науки України, що проводить підготовку та атестацію наукових і науково-педагогічних кадрів вищої кваліфікації.

### Науково-освітня діяльність
З 2000 року працювала в різних закладах вищої освіти:
- Академія праці і соціальних відносин:
  - 01.09.2000 до 01.02.2005 — асистентка кафедри цивільно-правових дисциплін
  - 01.02.2005 до 27.08.2009 — старша викладачка кафедри цивільно-правових дисциплін
  - 03.09.2007 до 27.08.2009 — завідувачка кафедри цивільно-правових дисциплін
  - 27.08.2009 до 08.07.2013 — декан юридичного факультету
- Український державний університет фінансів та міжнародної торгівлі:
  - 09.07.2013 до 30.08.2013 — помічниця ректора; доцентка кафедри теорії, історії та конституційного права
  - 02.09.2013 до 16.10.2013 — в.о. проректора з науково-педагогічної та виховної роботи
  - 03.02.2014 до 19.09.2014 — завідувачка кафедри цивільних та кримінально-правових дисциплін
- Київський національний університет імені Тараса Шевченка:
  - з 20.09.2014 — професорка кафедри трудового права та права соціального забезпечення, юридичний факультет Київського національного університету імені Тараса Шевченка

### Політична діяльність
Кандидатка в народні депутати від партії «Слуга народу» на парламентських виборах 2019 року, № 133 у списку. На час виборів: професорка кафедри трудового права та права соціального забезпечення КНУ імені Тараса Шевченка, безпартійна. Проживає в Києві.
Член Комітету Верховної Ради з питань освіти, науки та інновацій, голова підкомітету з питань вищої освіти, член комісії з права науково-методичної комісії з вищої освіти Міністерства освіти і науки України.
Входить до груп з міжпарламентських зв'язків із такими країнами: Румунія, Італійська Республіка, Естонська Республіка, Республіка Куба, Об'єднані Арабські Емірати, Швейцарська Конфедерація, є співголовою групи з міжпарламентських зв’язків з Угорщиною та секретарем групи з міжпарламентських зв'язків з Республікою Камерун.
18 жовтня 2019 року увійшла до Міжфракційного депутатського об'єднання «За Прискорену Євроінтеграцію Українського Бізнесу».
За даними проєкту «Вони голосують для тебе» Громадянської мережі ОПОРА, взяла участь у 92 % голосувань за законопроєкти.
З 27 січня 2021 року по 16 лютого 2022 року — голова Тимчасової слідчої комісії Верховної Ради України з питань перевірки та оцінки стану АТ «Укрзалізниця».
З 13 грудня 2022 року увійшла до Лічильної комісії Верховної Ради України дев'ятого скликання.

### Законодавчі ініціативи
За понад чотири роки роботи в парламенті стала ініціаторкою та/або співавторкою 282 законопроєктів.
Спеціалізується на питаннях вищої освіти, трудового права та права соціального забезпечення. 

#### Освіта
Співавторка законопроєкту № 2299 про реформу вищої освіти в Україні.
Одна з ініціаторок постанови Верховної Ради № 4082 про звернення до Кабінету Міністрів з вимогою виділити додаткові кошти для забезпечення безпечного освітнього процесу. Завдяки цьому Кабінет Міністрів виділив майже 540 млн грн на забезпечення дезінфекційними засобами закладів загальної середньої освіти.
Ініціаторка та співавторка законопроєкту №10279 про розширення прав студентського самоврядування, який передбачає, зокрема, можливість змінювати освітні програми та оскаржувати результати оцінювання, заборону відрахування без погодження студентського самоврядування, право на протести студентів без тиску ЗВО, академвідпустку за власним бажанням студента . 

#### Трудове законодавство
Співавторка законопроєкту № 4306 про протидію мобінгу, що зареєстрований у парламенті 2 листопада 2020 року. Він передбачає запровадження покарання за цькування на роботі: штраф або виправні роботи.
Одна з іцініаторок законопроєкту № 4051 про дистанційну роботу, що врегульовує питання дистанційної та надомної роботи в трудовому законодавстві.

## Сім'я
У 2002 році одружилася зі Щотовим Русланом Миколайовичем.
У 2014 році одружилася вдруге та змінила прізвище, чоловік — Гришин Ігор Вячеславович. 
Доньки — Щотова Влада Русланівна, Гришина Аліса Ігорівна.